# Richard III (film, 1995)
Richard III är en brittisk film från 1995 i regi av Richard Loncraine.
I huvudrollerna ses Ian McKellen, Annette Bening, Jim Broadbent, Robert Downey Jr., Kristin Scott Thomas, Nigel Hawthorne, Maggie Smith och John Wood. Filmen är baserad på Shakespeare-pjäsen Richard III, men handlingen är förlagd till ett fascistiskt, fiktivt 1930-tals England.

## Handling
Filmen handlar om hur Richard, genom list och lögner, övertar kungatronen från sina bröder Edvard och Clarence, de rättmätiga ättlingarna. 

## Rollista i urval
- Ian McKellen – Richard III
- Annette Bening – drottning Elizabeth
- Jim Broadbent – hertig av Buckingham
- Robert Downey Jr. – Lord Rivers
- Kristin Scott Thomas – Lady Anne
- Maggie Smith – hertiginnan av York
- John Wood – kung Edward IV
- Nigel Hawthorne – George, hertig av Clarence
- Adrian Dunbar - Sir James Tyrrel
- Edward Hardwicke - Lord Stanley
- Tim McInnerny - Sir William Catesby
- Jim Carter - Lord Hastings
- Dominic West – Henry, greve av Richmond
- Trés Hanley - Lord Rivers älskarinna
- Roger Hammond - Ärkebiskop Thomas
- Donald Sumpter - Robert Brackenbury
- Bill Paterson - Richard Ratcliffe